# Torre BBVA (Buenos Aires)
La Torre BBVA es un rascacielos de oficinas comerciales y financieras, sede principal del banco BBVA en Argentina y está ubicado en la zona del centro financiero y complejo de negocios de Catalinas Norte, en el barrio de Retiro en la Ciudad de Buenos Aires. La torre se encuentra ubicada en Av. Alem y Av. Córdoba, Catalinas Norte, en el barrio de Retiro, en la Ciudad de Buenos Aires. Es el undécimo edificio más alto de la ciudad.

## Historia
Es la sede central de BBVA Argentina. La construcción comenzó a principios del año 2012 y se ha inaugurado en abril de 2017. La torre que ha llegado a su altura final y se convierte en uno de los 10 edificios más altos de la Ciudad Autónoma de Buenos Aires.
La torre fue inaugurada el 20 de abril de 2017 y contó con la presencia del CEO de la empresa y la vicepresidenta de la nación, Gabriela Michetti.